# Медаль «За заслуги в освоєнні космосу»
Медаль «За заслуги в освоєнні космосу» — державна нагорода Російської Федерації. Медаллю нагороджуються громадяни за заслуги в галузі дослідження, освоєння та використання космічного простору, великий внесок у розвиток ракетно-космічної техніки і промисловості, підготовку кадрів, наукову і конструкторську діяльність, виконання міжнародних програм, а також за інші досягнення в галузі космічної діяльності, спрямовані на всебічний соціально-економічний розвиток Російської Федерації, зміцнення її обороноздатності і забезпечення національних інтересів, розширення міжнародного співробітництва.

## Історія нагороди
- Медаль «За заслуги в освоєнні космосу» заснована Указом Президента Російської Федерації від 7 вересня 2010 року № 1099 «Про заходи щодо вдосконалення державної нагородної системи Російської Федерації»[1]. Тим самим указом затверджені Положення про медаль та її опис.
- 12 квітня 2011 року першими були нагороджені медаллю громадяни Росії та інших країн, що раніше здійснили польоти в космос на радянських і російських космічних кораблях[2][3][4].
- Указом Президента Російської Федерації від 16 грудня 2011 року № 1631 «Про внесення змін до деяких актів Президента Російської Федерації»[5] до статуту та опису медалі були внесені зміни, якими додатково запроваджується мініатюрна копія медалі.

## Положення про медаль

### Підстави для нагородження
1. Медаллю «За заслуги в освоєнні космосу» нагороджуються громадяни за заслуги в галузі дослідження, освоєння та використання космічного простору, великий внесок у розвиток ракетно-космічної техніки і промисловості, підготовку кадрів, наукову і конструкторську діяльність, виконання міжнародних програм, а також за інші досягнення в галузі космічної діяльності, спрямовані на всебічне соціально-економічний розвиток Російської Федерації, зміцнення її обороноздатності і забезпечення національних інтересів, розширення міжнародного співробітництва.
2. Медаллю «За заслуги в освоєнні космосу» можуть бути нагороджені й іноземні громадяни за особливі заслуги у розвитку ракетно-космічної галузі в Російській Федерації.

### Порядок носіння
- Медаль «За заслуги в освоєнні космосу» носиться на лівій стороні грудей і за наявності інших медалей Російської Федерації розташовується після медалі «За заслуги в освоєнні атомної енергії».
- Для особливих випадків і можливого повсякденного носіння передбачене носіння мініатюрної копії медалі «За заслуги в освоєнні космосу», яка розташовується після мініатюрної копії медалі «За заслуги в освоєнні атомної енергії».
- При носінні на форменому одязі стрічки медалі «За заслуги в освоєнні космосу» на планці вона розташовується після стрічки медалі «За заслуги в освоєнні атомної енергії».

## Опис медалі

### Медаль
- Медаль «За заслуги в освоєнні космосу» з срібла. Вона має форму кола діаметром 32 мм з опуклим бортиком з обох сторін.
- На лицьовій стороні медалі — зображення першого космічного ракетоносія Р-7, що стартує та трьох чотирипроміневих зірок.
- На зворотному боці медалі — напис: «ЗА ЗАСЛУГИ В ОСВОЕНИИ КОСМОСА», під ним — номер медалі.
- Всі зображення на медалі рельєфні.
- Медаль за допомогою вушка і кільця з'єднується з п'ятикутною колодкою, обтягнутою шовковою, муаровою стрічкою блакитного кольору з двома поздовжніми смужками білого кольору по краях і однією поздовжньою смужкою синього кольору, що обрамлена з двох сторін смужками білого кольору, посередині стрічки. Ширина стрічки — 24 мм, ширина білих смужок — 2 мм, ширина синьої смужки — 5 мм.

### Планка та мініатюрна копія медалі
- При носінні на форменому одязі стрічки медалі «За заслуги в освоєнні космосу» використовується планка висотою 8 мм, ширина стрічки — 24 мм.
- Мініатюрна копія медалі «За заслуги в освоєнні космосу» носиться на колодці. Діаметр мініатюрної копії медалі — 16 мм.